# Ngamala Monka
Ngamala Monka (ur. 5 czerwca 1968) – piłkarz z Demokratycznej Republiki Konga występujący na pozycji obrońcy.

## Kariera klubowa
W swojej karierze Monka grał w zespole DC Motema Pembe, z którym dwukrotnie zdobył mistrzostwo Zairu (1994, 1996). W 1996 roku wywalczył z nim również Puchar Zairu.

## Kariera reprezentacyjna
W 1996 roku Monka został powołany do reprezentacji Zairu na Puchar Narodów Afryki. Wystąpił na nim w spotkaniu z Ghaną (0:1), a Zair odpadł z turnieju w ćwierćfinale.